# Teleférico A
Teleférico A är en linbana i Rio de Janeiro i Brasilien. Den rör sig mellan Bonsucesso station och Complexo do Alemão, och invigdes den 7 juli 2011 , av Brasiliens president Dilma Rousseff, Rio de Janeiros delstatsguvernör Sérgio Cabral Filho och Rio de Janeiro stads borgmästare Eduardo Paes.

## Galleri

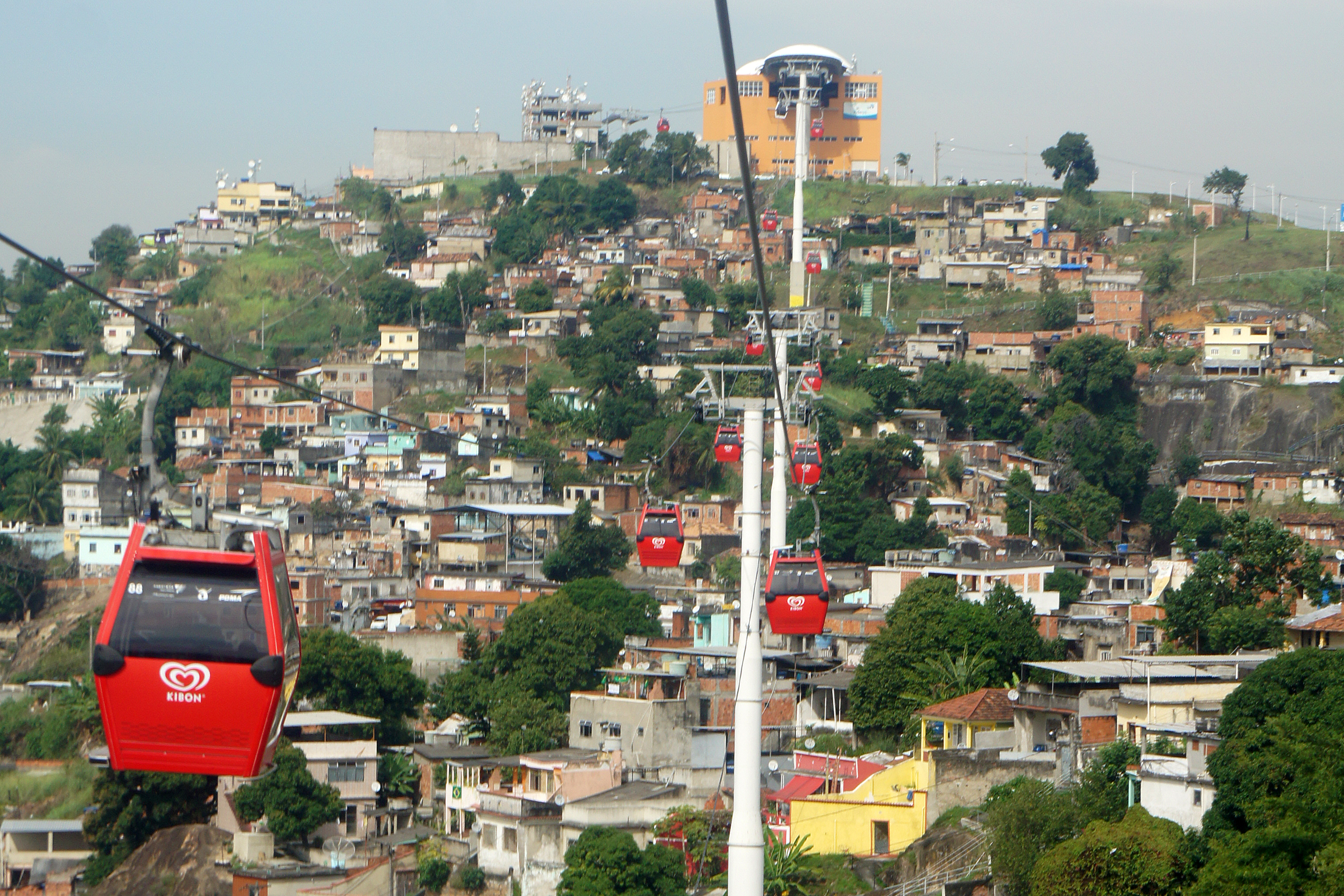
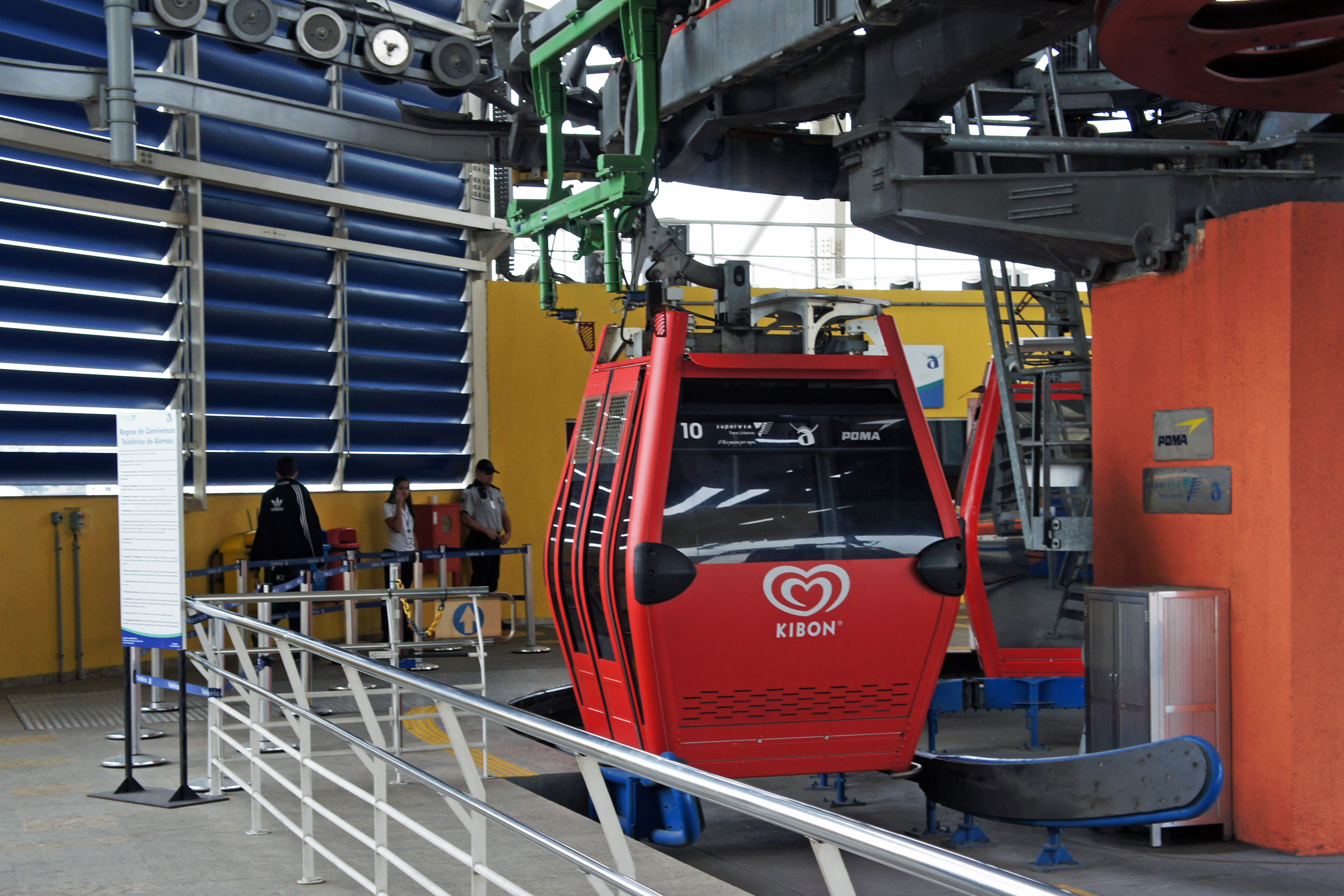
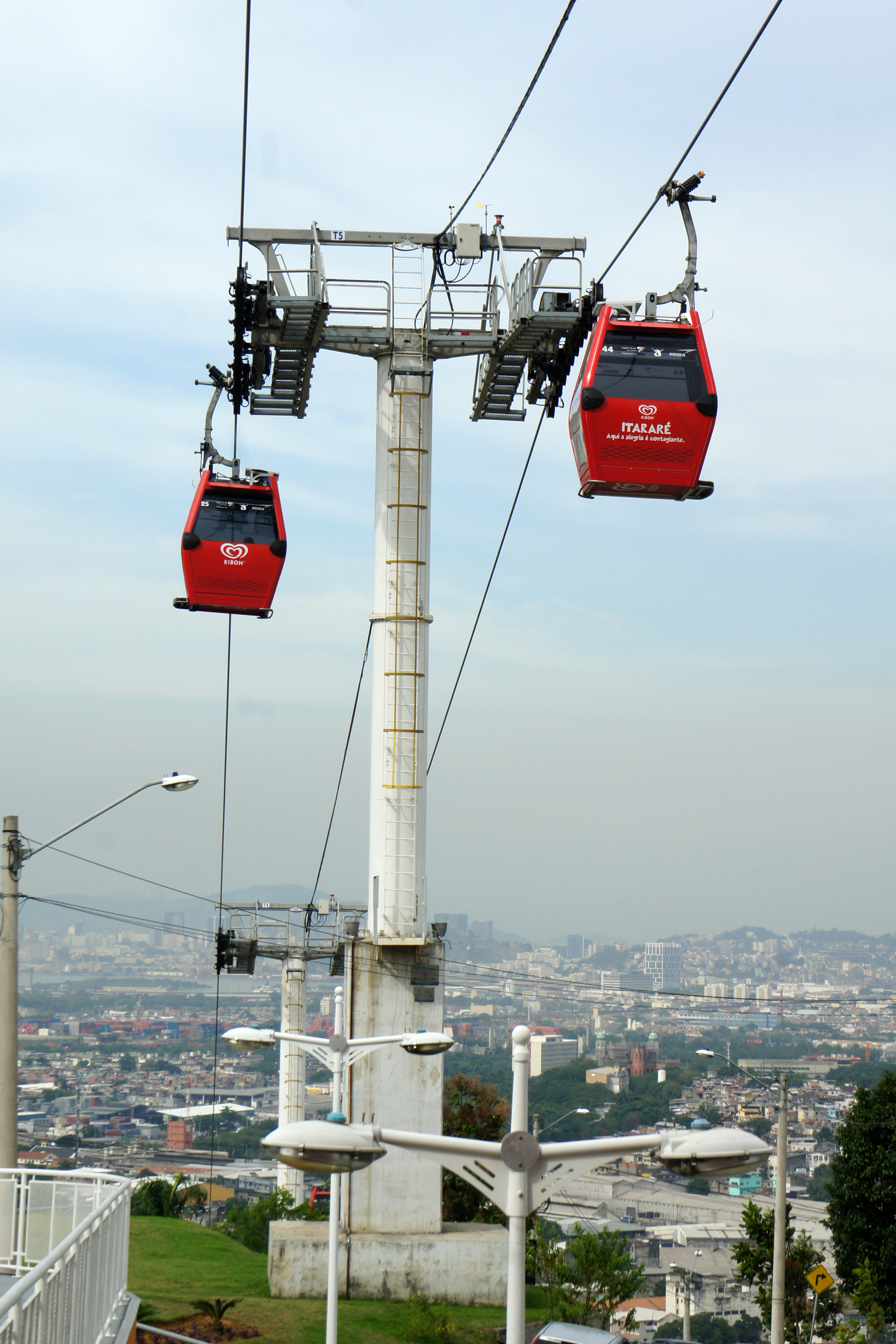
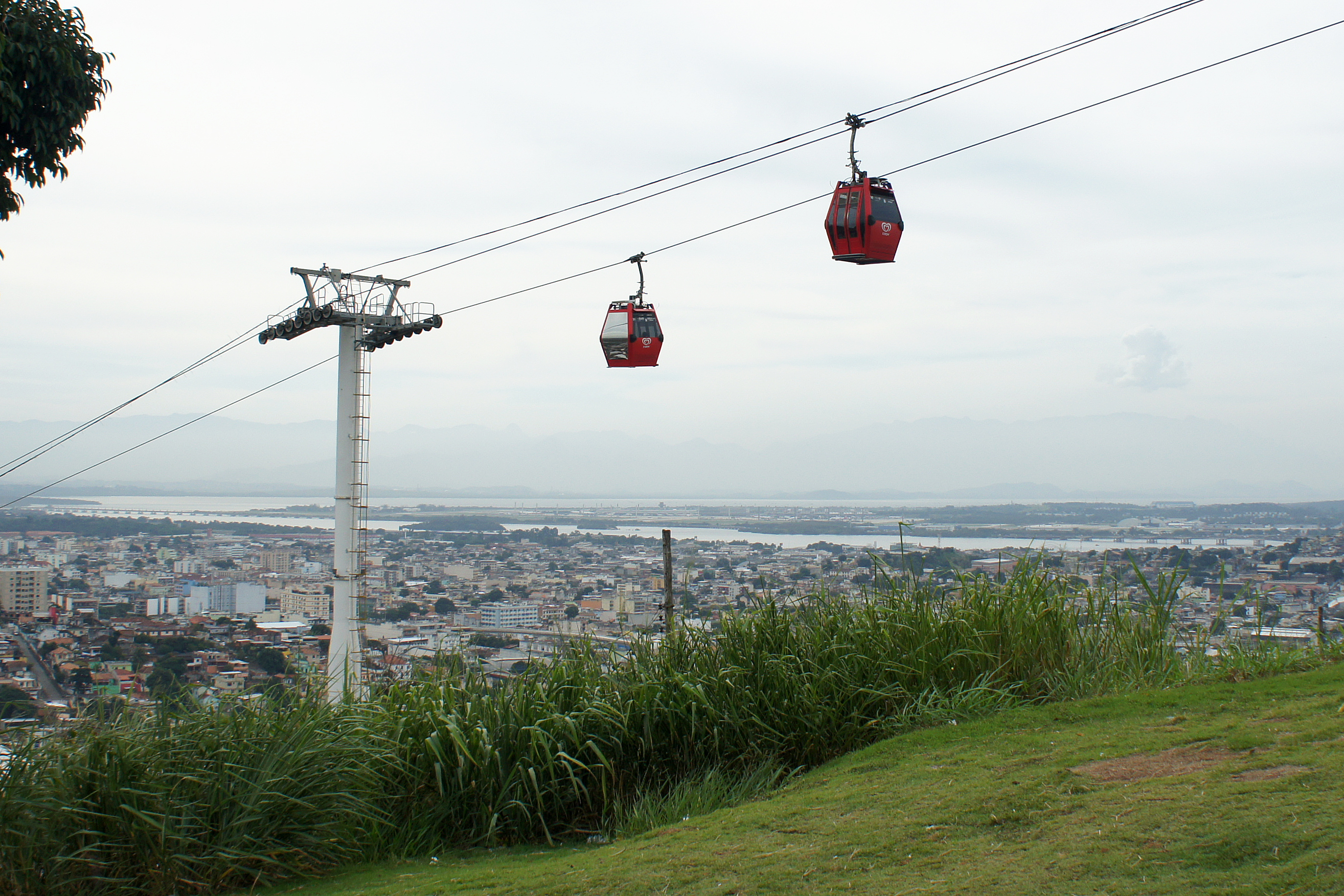
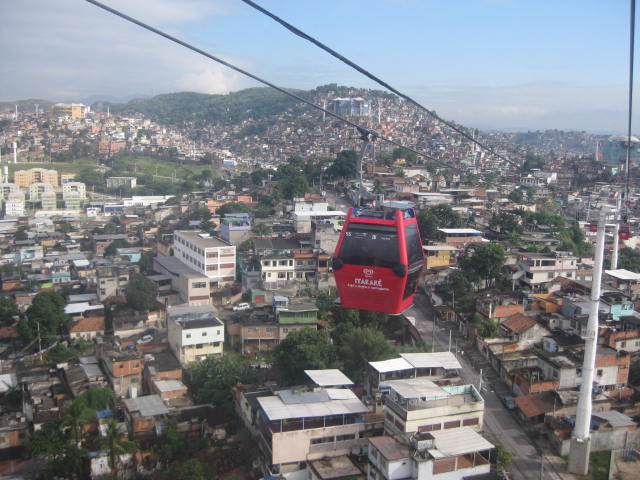
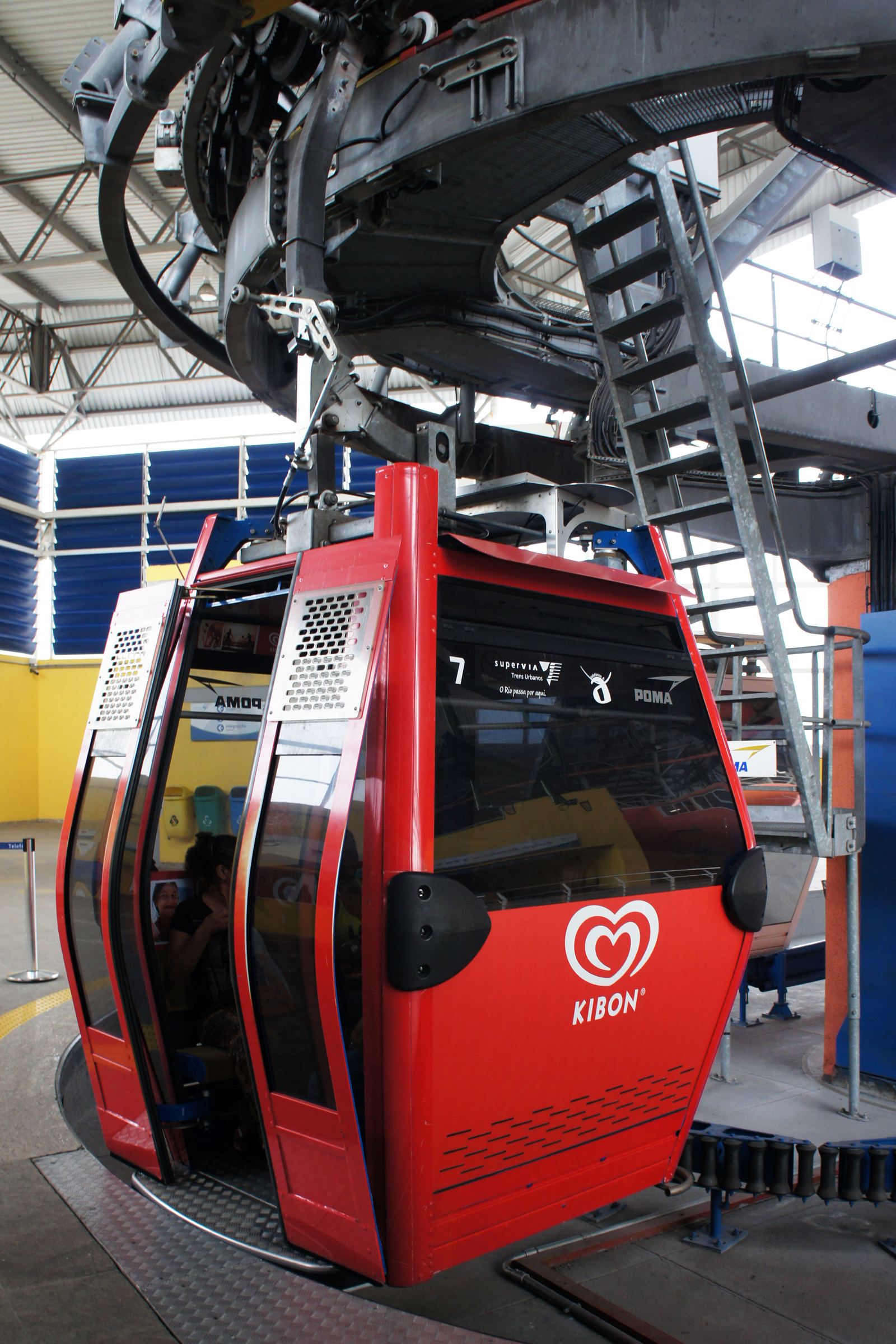